# Albert-Eugène-Édouard Decarpentry
Albert-Eugène-Édouard Decarpentry, dit le « général Decarpentry » est un écuyer français né le 22 janvier 1878 à Lambres-lez-Douai (Nord) et mort le 29 mai 1956 dans le 17e arrondissement de Paris.

## Vie équestre
Son père était polytechnicien, cavalier et éleveur de chevaux, et sa mère était la fille de l'écuyer Eugène Caron qui fut un élève de Baucher.
En 1898, il entre à Saint-Cyr. Sous-lieutenant au 4e régiment de cuirassiers, il reste deux années à l'École d'application de cavalerie, puis rejoint son régiment en 1902. Il entre à l'École de cavalerie de Saumur en 1904 comme lieutenant d'instruction sous le commandement du commandant de Montjou. Écuyer du Cadre noir en même temps que Pierre Danloux, Jean-Charles-Emond Wattel et de Saint Phalle, il sera l'instructeur de Xavier Lesage, futur champion olympique et écuyer en chef du Cadre Noir de 1935 à 1939, qui dira de lui : « Il travaillait tranquillement, sans esbroufe, sans vouloir étonner la galerie. »[réf. nécessaire].
En 1913 il est promu capitaine du régiment des 16e dragons et est muté au 4e régiment des spahis tunisiens avant de rejoindre le 2e régiment des spahis algériens à Oran. Il rentre en métropole en 1915, volontaire pour servir dans l'Infanterie. Il prend alors le commandement d'une compagnie de chasseurs à pied. Blessé à Verdun en 1916, il est soigné en Allemagne où le chirurgien qui devait l'opérer l'avertit que son coude, dont l'articulation a été brisée par un éclat d'obus, risquait d'être ankylosé. Decarpentry lui demande alors de pouvoir « garder la position de la main de bride ». En 1917, il est interné en Suisse où il se marie. Il est ensuite affecté au 1er régiment de spahis algériens et détaché auprès de l'ambassade de France à Berne comme acheteur pour le dépôt de remonte de Constantine. L'année suivante, il est fait chevalier de la Légion d'honneur et est promu chef d'escadron.
En 1919, il est chef d'état-major du commandement de la cavalerie d'Algérie avant d'être muté deux ans plus tard au 5e régiment des chasseurs d'Afrique. En 1922, il est directeur des exercices militaires à l'école de Saint-Cyr. Il s'inscrit alors à la Faculté de droit où il obtient sa licence en un an.
Il accède au commandement en second de l'École de cavalerie de Saumur (1925-1931). À la fois écuyer de talent et excellent pédagogue, il est également un théoricien de premier ordre, qualifié par le général Wattel, qui fut écuyer en chef du Cadre noir de 1919 à 1928, comme « le plus savant » de sa génération. Il est promu lieutenant-colonel en 1925, puis colonel en 1930. Il est fait officier de la Légion d'honneur. En 1931, il commande par intérim la 9e brigade de cavalerie à Melun et à Provins. Il est rappelé au service en 1939 et commande le groupe de dépôts de la cavalerie.
Son équitation, basée sur « garder la position de la main de bride », la « conquête de l'impulsion » et l'« abaissement des hanches » est encore de nos jours considérée comme un modèle de classicisme. Son ouvrage le plus célèbre, Équitation Académique, est une compilation des auteurs classiques à laquelle il ajoute ses propres réflexions sur les difficultés rencontrées en pratique. Il qualifie d'ailleurs modestement lui-même son livre de « recettes de cuisine équestre ». Ce livre reste aujourd'hui une des références équestres des plus incontournables. C'est un livre rare, format 18 × 24 cm, illustré par le colonel Margot, écuyer en chef du Cadre noir.
Il est également reconnu pour sa connaissance du monde bauchériste. Dans son ouvrage Baucher et son école, il s'intéresse à la vie et à l'enseignement de François Baucher, mais également à ses élèves comme le général l'Hotte et le général Faverot de Kerbrech,.
Juge international de dressage de 1930 à 1939, il juge notamment aux Jeux Olympiques de Berlin en 1936 et à ceux de Londres en 1948. Président de la Fédération française des sports équestres en 1942 et membre de la commission de dressage de la FEI, le général Decarpentry préside jusqu'à sa mort en 1956, à l'âge de 78 ans, le jury de la Fédération équestre internationale (FEI) pour les épreuves de dressage. À ce titre, il participe à la rédaction des directives de dressage qui sont codifiées dans le règlement de la FEI.

## Œuvres
Ses principaux ouvrages sont:
- 1932 : Piaffer et passage, préparation aux épreuves de dressage. Cet ouvrage est préfacé par le colonel Danloux qui était à cette époque écuyer en chef du Cadre noir[3].
- 1947 : L'École espagnole de Vienne
- 1948 : Baucher et son école
- 1949 : Équitation académique[11]
- 1954 : Les Maîtres écuyers du manège de Saumur
- 1957 : L'essentiel de la méthode de haute École de Raabe

## Quelques citations
- L'impulsion doit avoir pour le cheval dressé l'intensité lancinante d'un besoin physique impérieux et permanent.
- Plus un procédé est puissant, plus les dangers de son application sont grands.
- Ce n'est pas le relèvement de l'encolure, c'est l'abaissement des hanches qui est le but à atteindre.